# LunarStorm
LunarStorm var et virtuelt samfund - eller et online community - som blev startet af firmaet LunarWorks fra Varberg, Sverige. Lunarstorm startede som en svensk side, men fik i slutningen af 2001 en dansk version, som blev ejet af TDC. Senere kom også en engelsk version til.
Lunarstorm.dk havde en forholdsvis lille, men dedikeret, brugerskare, hvilket sås da TDC i 2003 besluttede sig for at lukke siden. Dette udløste voldsomme brugerprotester, og siden fortsatte, nu udelukkende drevet af moderselskabet LunarWorks. Mens den svenske version konstant var i udvikling, blev den danske version aldrig videre opdateret, og i juli 2007 var det endelig slut og Lunarstorm.dk lukkede.
I afskedsmailen fra folkene bag det danske Lunarstorm henviste man brugerne til Facebook.